# كيث الكسندر
كيث الكسندر (بالإنجليزية: Keith Alexander)‏ (14 نوفمبر 1956 بنوتنغهام في المملكة المتحدة - 3 مارس 2010 بلنكولن في المملكة المتحدة) هو مدرب كرة قدم ولاعب كرة قدم بريطاني في مركز الهجوم. شارك مع منتخب سانت لوسيا لكرة القدم. أما مع النوادي، فقد لعب مع ستوكبورت كونتي وغريمسبي تاون ونادي بارنت ونادي كليفتونفيل ونوتس كاونتي ونادي كيترينغ تاون وKimberley Town F.C. ‏ وغرانتهام تاون ‏ وIlkeston F.C. ‏ ووركشوب تاون ‏ وStamford A.F.C. ‏ وAlfreton Town F.C. ‏ ولينكولن سيتي أف سي ونادي مانسفيلد تاون وإيكستون تاون ‏ وAttenborough F.C. ‏ ونادي كينغز لين ونادي كوربي تاون وأرنولد تاون ونادي بوسطن تاون ‏ وClifton All Whites F.C. ‏ وسبالدينغ يونايتد ‏ وWisbech Town F.C. ‏ ونادي بوسطن يونايتد.

## وصلات خارجية
- كيث الكسندر على موقع قاعدة بيانات كرة القدم.إي يو (الإنجليزية)
- كيث الكسندر على موقع ناشيونال فوتبول تيمز (الإنجليزية)
- كيث الكسندر على موقع Soccerbase.com (لاعب) (الإنجليزية)
- كيث الكسندر على موقع Soccerbase.com (مدرب) (الإنجليزية)